# سول ساندرز
سول ساندرز (بالإنجليزية: Sol Sanders) هو صحفي ومراسل عسكري أمريكي، ولد في 1926.